# Midnight Moon
Midnight Moon è il primo album video live della rock band statunitense Train, pubblicato l'11 febbraio 2002. Il 26 maggio 2001 la band ritornò nella sua città natale per fare un concerto tutto esaurito nello storico teatro di San Francisco, il Warfield Theatre. Suonarono in totale sedici canzoni, la maggior parte delle quali tratte dal loro secondo album, Drops of Jupiter. Il DVD include nei contenuti speciali un filmato documentario, interviste con ogni membro della band, una discografia dei loro primi due album e una photo gallery.

## Tracce
1. Respect
2. It's About You
3. Meet Virginia
4. Mississippi
5. Ramble On – cover dei Led Zeppelin
6. I Wish You Would
7. She's on Fire
8. I Am
9. Hopeless
10. Getaway
11. Drops of Jupiter (Tell Me)
12. Heavy
13. Eggplant
14. Free
15. Something More
16. Let It Roll

## Staff
Train
- Scott Underwood - tastiere, percussioni, batteria
- Charlie ColinBasso - chitarra, cori
- Rob Hotchkiss - chitarra, cori, basso, armonica, tastiere
- Pat Monahan - voce, tromba, sassofono, percussioni
- Jimmy Stafford - chitarra, mandolino, cori

Musicisti aggiuntivi
- Erin Benim, Kari Giles, Sarah Gilies, Yoko Okayasu, Alisa Rose, Beth Sturdevant - violino
- Diana Lfesner, Dana Putnam - violoncello

Contributi
- Marc Smerling - regia
- Sandra Miller - produzione
- Allison Raskind - montaggio
- Joel Zimmerman - direzione artistica
- Paul Smith - disegno luci
- Jeff Caler, Phil Edwards, Brendan O'Brien - ingegneria del suono